# Трансформаторна підстанція та електричні стовпи (Сімферополь)
Трансформаторна підстанція та електричні стовпи — пам'ятка науки і техніки національного значення у Сімферополі, на перехресті вулиць Гоголя, 14 та Пушкіна, 19. Зведена у 1912–1914 роках, підстанція була частиною міського трамваю.

## Історія
На початку 20 століття влада Сімферополя вирішила прокласти в місті трамвайні колії, які й з'явилися за два роки, а в 1914 році по рейках пішов перший трамвай. Задумка була втілена в життя Бельгійським акціонерним товариством Сімферопольських електричних трамваїв і освітлення. Тоді ж біля Семінарського скверу, на розі вулиці Пушкіна й Гоголя, була зведена трансформаторна підстанція і стовпи електроосвітлення. Обидва об'єкти були виконані в стилі індустріального модерну. Поруч розташований Кримський республіканський краєзнавчий музей.
1 грудня 1970 року сімферопольський трамвай припинив роботу через відсутність запчастин для ремонту колії, контактної мережі і вагонів. Вулиці почали звільнятися від трамвайних ліній. У 2008 році майже всі споруди, що мали відношення до трамваїв, були знесені. До 2012-го року з усього трамвайного обладнання Сімферополя лише кілька об'єктів. Трансформаторна підстанція та електричні стовпи в 2012 році офіційно отримали статус пам'ятки науки і техніки Криму.

## Галерея

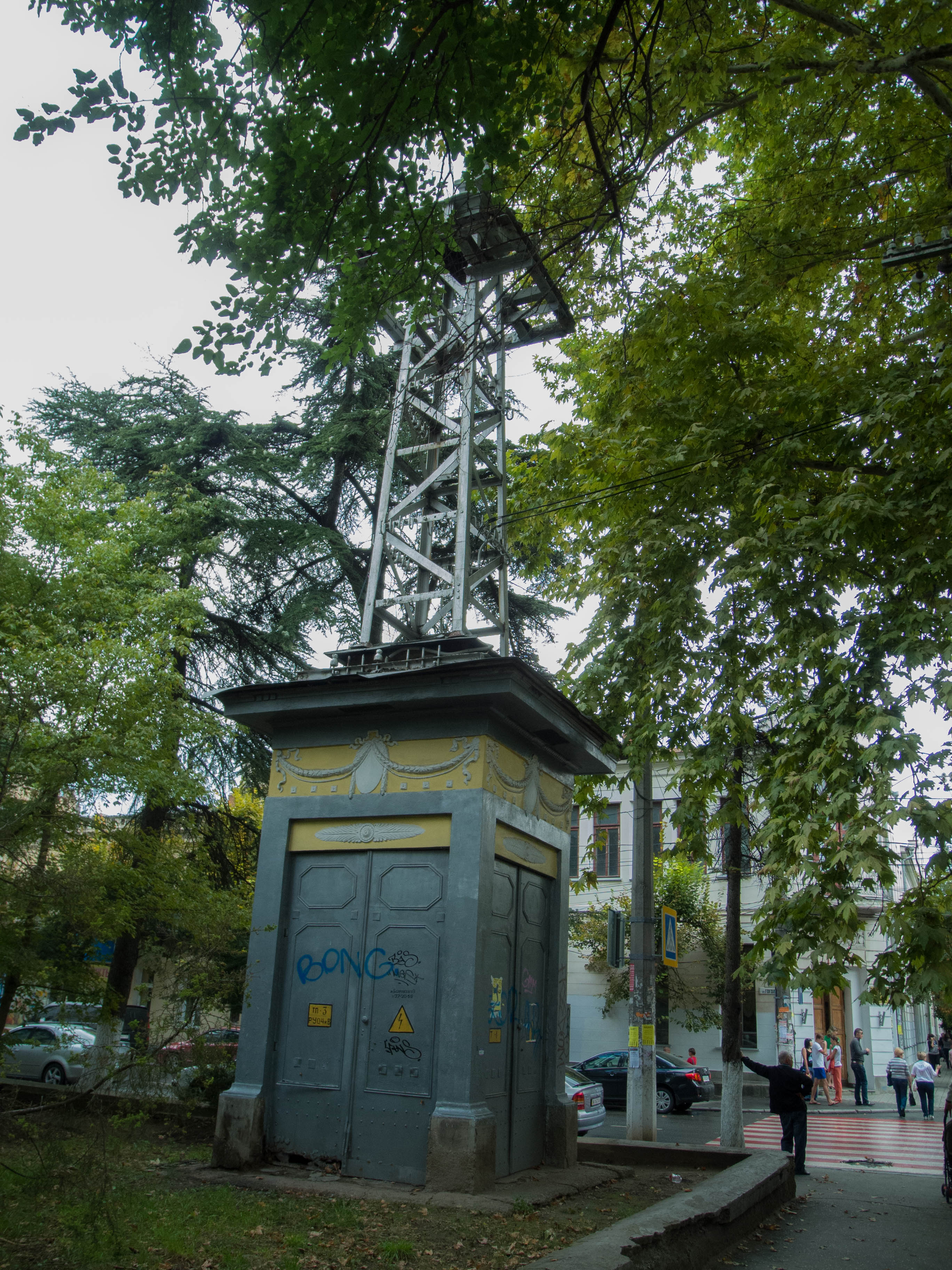
Трансформаторна підстанція
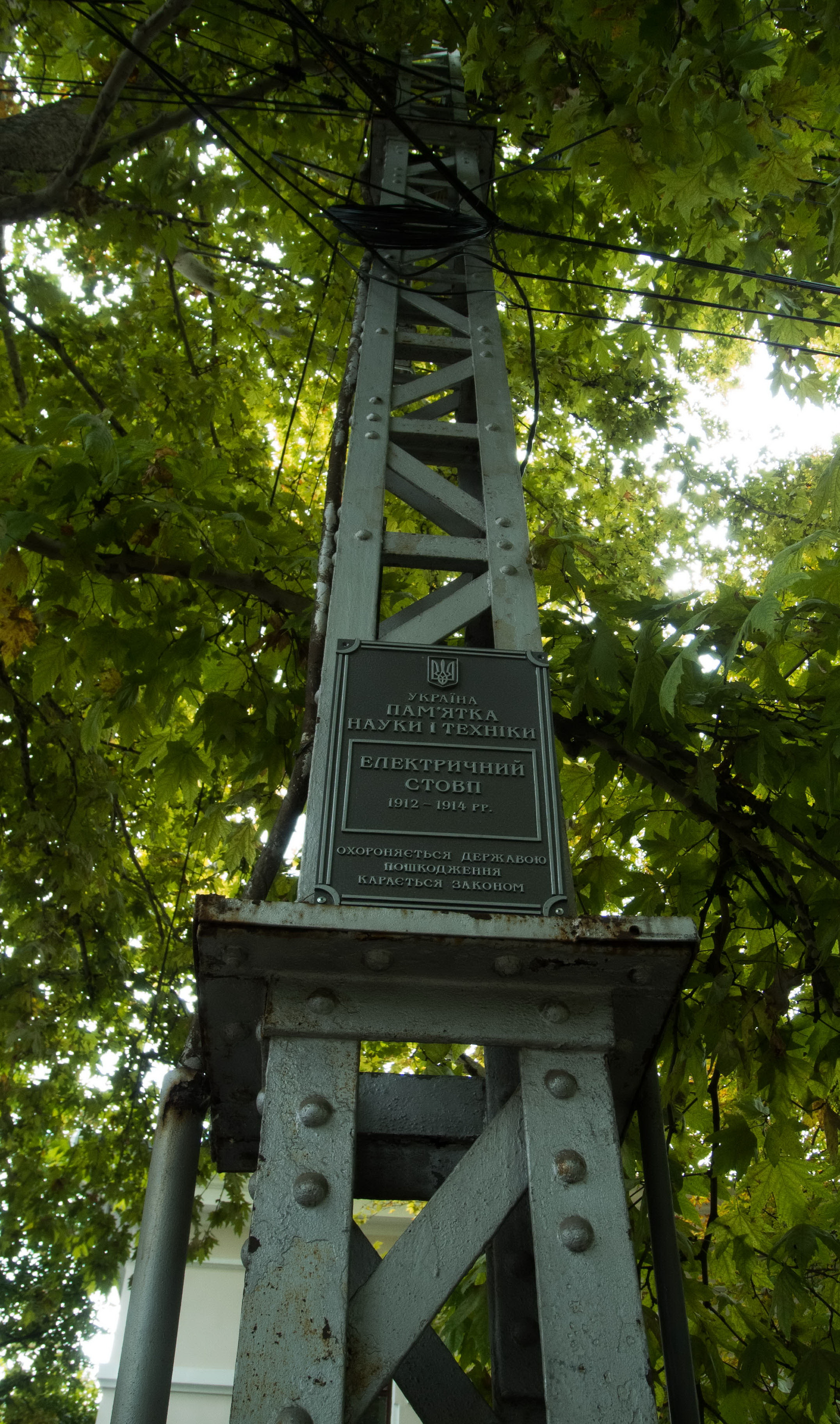
Електричний стовп
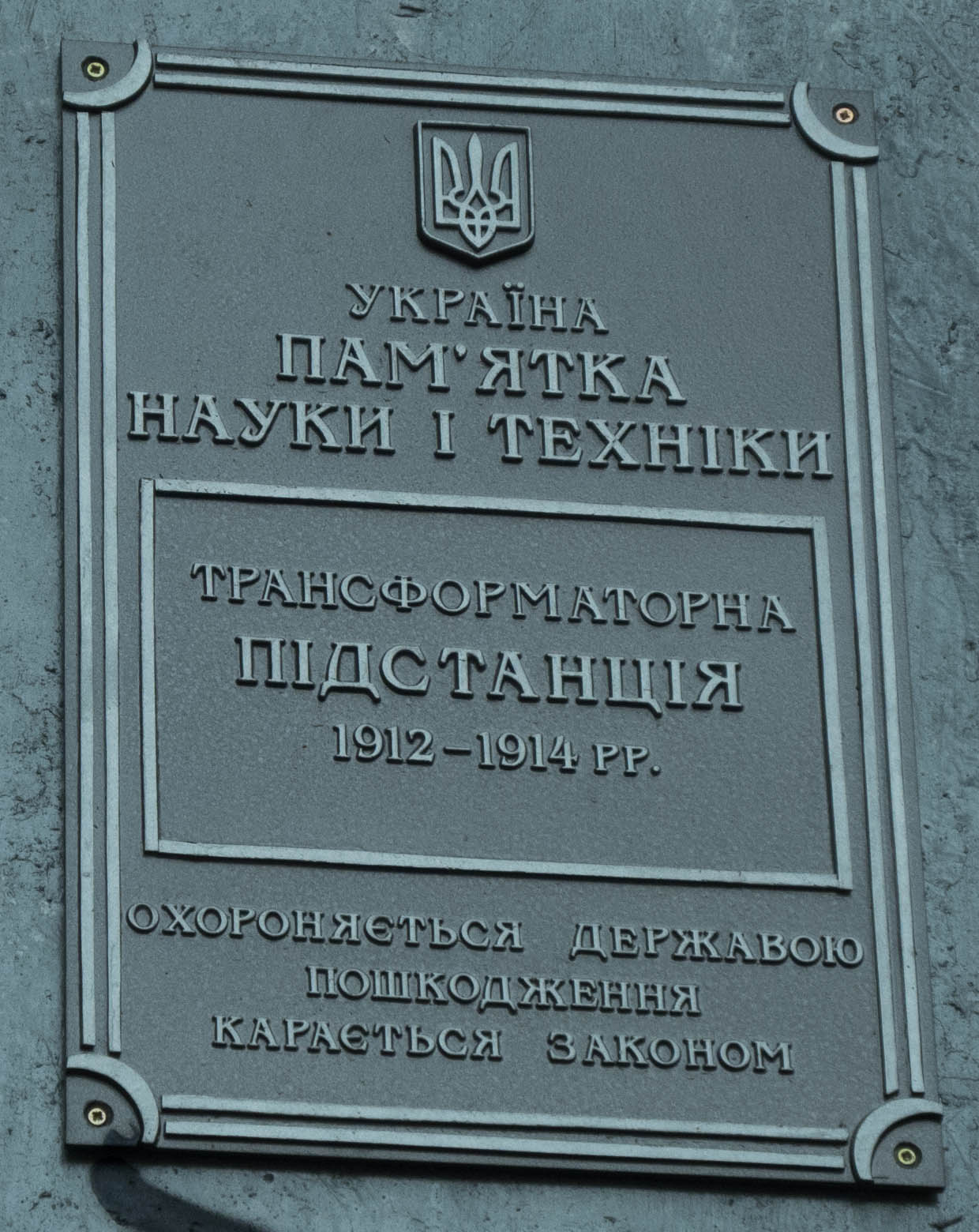
Охоронна табличка